# Odontoschisma sphagni
Odontoschisma sphagni là một loài rêu trong họ Cephaloziaceae. Loài này được Dicks. Dumort. mô tả khoa học đầu tiên năm 1835.